# Meng Suping
Meng Suping (en chino: 孟苏平; Maanshan, 17 de julio de 1989) es una deportista china que compite en halterofilia.
Participó en los Juegos Olímpicos de Río de Janeiro 2016, obteniendo una medalla de oro en la categoría de +75 kg. Ganó seis medallas en el Campeonato Mundial de Halterofilia entre los años 2009 y 2019.

## Palmarés internacional
| Juegos Olímpicos   | Juegos Olímpicos         | Juegos Olímpicos  | Juegos Olímpicos |
| Año                | Lugar                    | Medalla           | Categoría        |
| ------------------ | ------------------------ | ----------------- | ---------------- |
| 2016               | Río de Janeiro (Brasil)  | Medalla de oro    | +75 kg           |
| Campeonato Mundial |                          |                   |                  |
| Año                | Lugar                    | Medalla           | Categoría        |
| 2009               | Goyang (Corea del Sur)   | Medalla de bronce | +75 kg           |
| 2010               | Antalya (Turquía)        | Medalla de plata  | +75 kg           |
| 2014               | Almaty (Kazajistán)      | Medalla de plata  | +75 kg           |
| 2015               | Houston (Estados Unidos) | Medalla de plata  | +75 kg           |
| 2018               | Asjabad (Turkmenistán)   | Medalla de plata  | +75 kg           |
| 2019               | Pattaya (Tailandia)      | Medalla de bronce | +87 kg           |